# نيشان الفولتا
وسام فولتا هو وسام الاستحقاق من جمهورية غانا . تم تأسيسها في عام 1960 وتم منحها للمستحقين لها على خدماتهم المتميزة للبلاد. 

## درجات
هناك ثلاث درجات مع فرقة مدنية وعسكرية لكل منها: 
- رفيق (السيرة الذاتية) - القسم المدني ، الفرقة العسكرية ، الشعبة الفخرية
- ضابط (OV) - القسم المدني ، الشعبة العسكرية ، الشعبة الفخرية
- عضو (MV) - القسم المدني ، الشعبة العسكرية ، شعبة الشرطة ، الشعبة الفخرية

## المستلمون
درجة رفيق (السيرة الذاتية)
- فالنتينا تيريشكوفا (1964)
- Azzu Mate Kole II (1969)
- باوا أنداني ياكوبو (1969)
- روبرت جون هايفرون بنيامين (1977)
- كوابينا داركو (1978)
- روبرت كا غاردينر (1978)
- جورج كومي ميلز أودوي (1978)
- فريد كواسي أبالو (1979)
- روبرت باتريك بافور (1979)
- عابدي بيليه (1996)
- ماري جرانت (1997) [2]
- كوفي بنتوم كوانسون (1997) [2]
- جوزيف هنري سميث (2001)
- جيمس أجري أورليانز (2006)
- إيمانويل كواي أرشامبونج (2006)
- جويس آري (2006)
- لحن ميليسنت دانكوه (2006)
- فرانسيس لودونو (2006)
- إيفان أداي منساه (2006)
- باتريك أواه جونيور (2007)
- تشارلز أجين أساري (2007)
- بول فيكتور أوبنج (PV Obeng) (2007)
- أتوكوي أوكاي (2007)
- منسة أتابيل (2007)
- فريد أموجي (2008)
- سام كورانكي أنكرا (2008)
- غريس بيدياكو (2008)
- بيرت كوندرز (2008) [3]
- كواكو ساكي-أدو (2008)
- كليفورد نيي بوي تاغو (2008)
- فرانسيس ألوتي (2009)
- AKB Ampiah (2011)
- بريدجيت كاتسريكو (2011)
- هاري سوير (2011)
- جين نانا أوبوكو أجيمانج (2011) [4]
- الأمير الوليد بن طلال بن عبد العزيز آل سعود (2015) [5]
- أغنيس أجري أورليانز (2015)
- كوابينا دوفور (2015)
- جوشوا ألابي (2016)
- العميد البحري ستيفن أوبيمبيه (2016) [6]
- كوفي توتوبي كواكي (2016) [6]
- الحاج إدريسو هوودو (2016) [6]
- الدكتور كوابينا أدجي (2016) [6]
- نائب الأدميرال ماثيو كواشي (2016) [6]
- اللواء ريتشارد كوامي أوبوكو-أدوسي (2016) [6]
- الأدميرال جيفري مولي بيكرو (2016) [6]

الدرجات الأخرى
- كوامي أدو كوفور
- ماريان إوراما آدي
- بيتر علاء Adjetey
- نانا أدو دنكوا أكوفو أدو
- غلاديس أسماء
- كوادو باه-وايردو
- جيمس بارنور [7]
- عايدة ديستا
- أبلاد جلوفر
- اينوك تاي منساه
- با كويسي ندوم
- هاكمان أوسو أجيمان [8]
- ناثان كواو
- فرانك جيبس تورتو